# オーディスハイム
オーディスハイム（ドイツ語: Odisheim、低地ドイツ語: Godshem）は、ドイツ連邦共和国ニーダーザクセン州クックスハーフェン郡ザムトゲマインデ・ラント・ハーデルンに属す町村（以下、本項では便宜上「町」と記述する）である。

## 地理

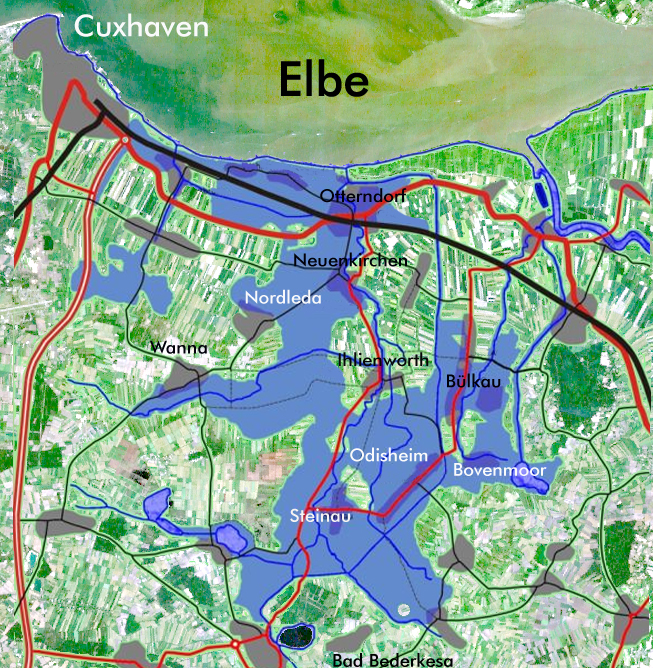
オッテルンドルフのグラマイヤー・シュタックの堤防が決壊して、4.5 m の「小規模な」洪水が起こった際の浸水地域（青色部分）

### 位置
オーディスハイムはニーダーエルベ地方（エルベ川下流域）に位置している。エルベ川河口および北海に近いことから最高地点の海抜は 2 m だが多くの部分が海抜以下のこの町は、高潮で堤防が損傷した場合には広範囲が水没する危険性がある。起こりうるシナリオがグラマイヤー・シュタックの論文に記載されている。

### 自治体の構成（地区）
この町は、以下の各地区からなる。
- アム・ゼー
- キルヒドルフ
- ノルダータイル
- ジューダータイル

## 歴史
この町の地名は、おそらくキリスト教化以前、すなわちカロリング朝以前に遡り、オーディンの家を意味している。最初の文献記録は1325年になってからである。1388年から1484年までオーディスハイム教区は、シュタイナウ教区、オスターイーリエンヴォールト教区、ヴェスター＝イーリエンヴォールト教区、ヴァナ教区（あわせて「フュンフ・キルヒシュピーレ（直訳: 5教区）」と呼ばれる）とともにベーダーケーザ代官区に属していた。16世紀の文献には、Odeßhem という表記の他に、キリスト教化以前の形である Gadeshem（＝「神の家」）という表記も見られる。

## 住民

### 人口推移
| 年         | 1987 | 1992 | 1997 | 2002 | 2007 | 2008 | 2009 | 2010 | 2011 | 2015 | 2018 |
| ---------- | ---- | ---- | ---- | ---- | ---- | ---- | ---- | ---- | ---- | ---- | ---- |
| 人口（人） | 600  | 583  | 613  | 607  | 590  | 572  | 570  | 568  | 554  | 497  | 487  |

いずれも12月31日時点の数値である

## 行政

### 議会
オーディスハイムの町議会は、7人の議員で構成されている。これは人口 500人以下のザムトゲマインデ参加町村の議員定数である。議員は5年ごとに住民の選挙で選出される。

### 首長
町議会は、議員のシュテファン・スコウロン（CDU）を任期中の名誉職の市長に選出した。

### 紋章
図柄: 上下に2回分割（三分割）。上部は青地に2枚の銀のオモダカの葉。中部は青と白の市松模様。下部は銀地に1枚の青いオモダカの葉。
解説: オモダカの葉は、この地に多く繁茂する植物であると同時に、低い内陸の土地であるジートラントの水との戦いを表している。市松模様の帯は14世紀にオーディスハイムにツェーント（十分の一税の徴税管区）を領していた貴族家クーレ家の紋章である。

## 文化と見所

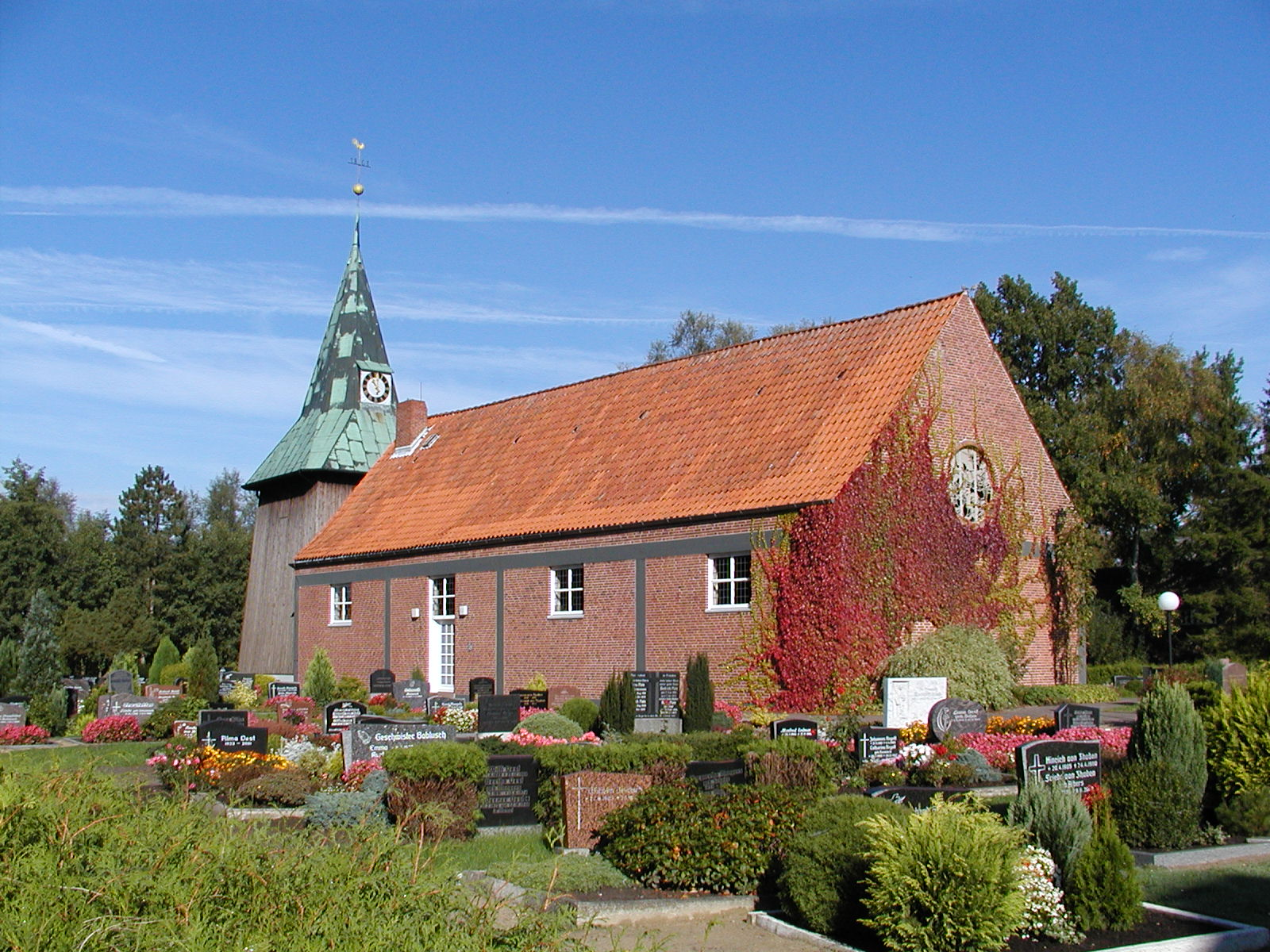
聖ヨプスト教会

### 建築
- 聖ヨプスト教会
- 牧師館
- ハードラー昔話の径: ハードラー昔話の径の32のステーションには、ラント・ハーデルンの昔話が紹介されている[8]。

- ハーデルナー運河
- 旧揚水所

### 博物館
郷土資料室: ここには、日常生活や農業に用いられた歴史的な物品が展示されている。

## 経済と社会資本

### 交通
この町は、ハーデルナー運河の近く、州道 L144号線沿いに位置している。